# Villamandos
Villamandos település Spanyolországban, León tartományban. Lakosainak száma 277 fő (2024).

## Földrajza
Villamandos Algadefe, Villaornate y Castro, Villaquejida, La Antigua és Laguna de Negrillos községekkel határos.

## Népesség
A település lakosságának változását az alábbi diagram mutatja:
| Lakosok száma | 423  | 374  | 343  | 341  | 326  | 314  | 303  | 294  | 288  | 277  |
|               | 2001 | 2004 | 2007 | 2009 | 2012 | 2014 | 2017 | 2019 | 2022 | 2024 |